# Skyper (Frankfurt am Main)

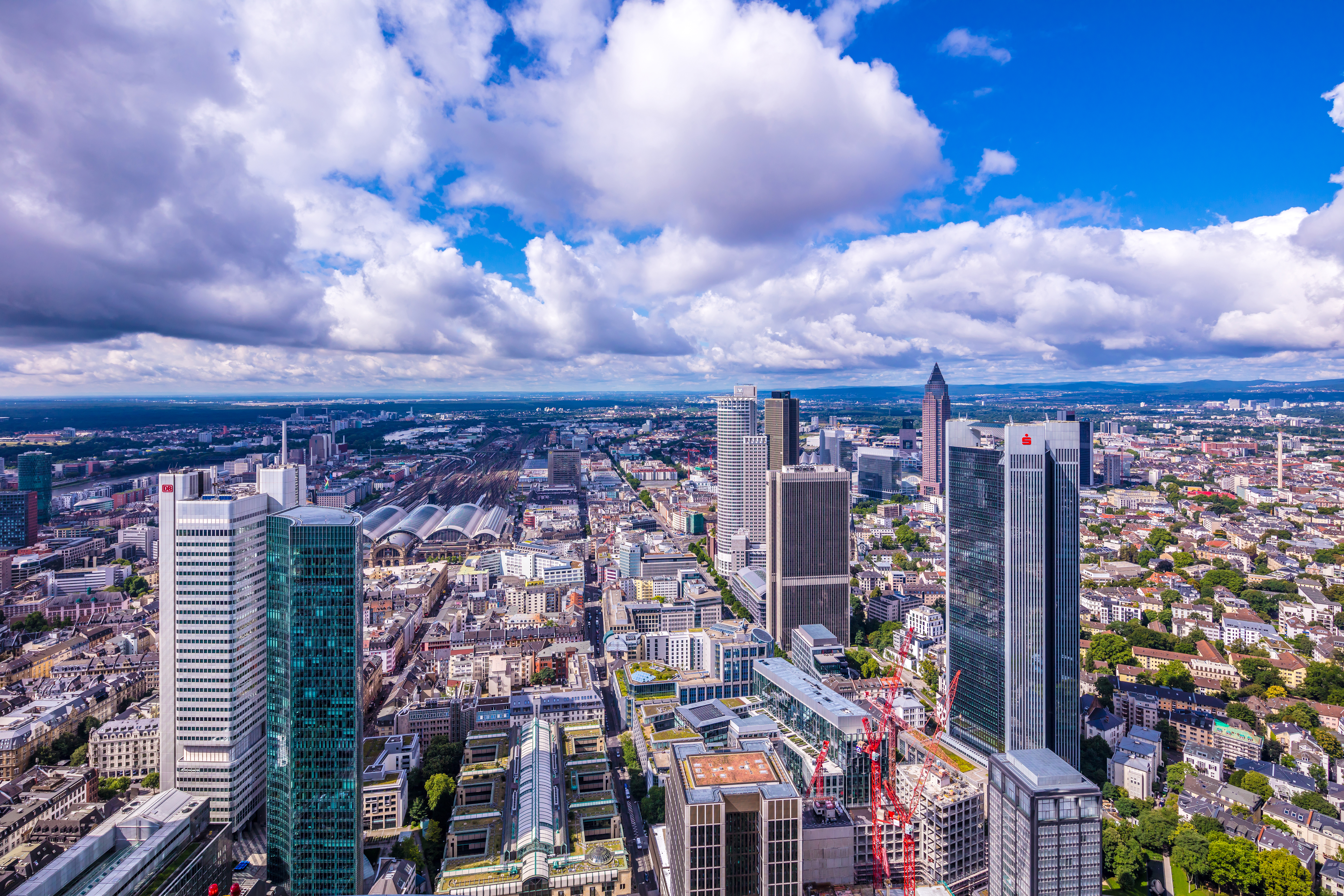
Lage des Skyper mit Blick von oben, welcher die Form des Grundrisses erkennen lässt

Skyper ist der Projektname eines dreiteiligen Gebäudeensembles im Bahnhofsviertel von Frankfurt am Main an der Ecke Taunusanlage und Taunusstraße. Es besteht aus einer neoklassizistischen Villa („Skyper-Villa“) aus dem Jahr 1915, einem 153,8 Meter hohen Wolkenkratzer („Skyper-Hochhaus“) und einem Wohn- und Geschäftshaus („Skyper-Carré“). Das Ensemble entstand in seiner jetzigen Form in den Jahren 2002–04.

## Geschichte
Der Entwurf für das 480-Millionen-Euro-Projekt stammte vom Frankfurter Architekturbüro JSK, das von der Holzmann AG beauftragt wurde. Ihren genehmigten Entwurf realisierten die Architekten anschließend für den Generalübernehmer ABG Real Estate Holding und den neuen Erwerber, die DekaBank. Diese hatte das Gebäude für einen offenen Immobilien-Fonds der Deka Immobilien erworben und nach der Übergabe des Gebäudes 2005 bezog die Deka Immobilien als Hauptmieter die unteren Etagen. Inzwischen hat diese ihren Standort in die Lyoner Straße 13 in Frankfurt-Niederrad verlegt. Namhafte Mieter sind außerdem die Frankfurter Hauptverwaltung der Bundesbank als neuer Hauptmieter (Stand August 2014), HSBC und die internationale Investmentbank Houlihan Lokey.
Der Auftrag für den Rohbau des Hochhauses wurde an die Müller-Altvatter Bauunternehmung aus Stuttgart vergeben.
2006 verkaufte die Deka Immobilien den Skyper an einen Immobilienfonds einer Fondsgesellschaft der Schweizer Großbank UBS. Im April 2013 kaufte der Versicherungskonzern Allianz das Gebäude.
Im August 2021 erwarb ampega Asset Management, ein Tochterunternehmen der Talanx mit Sitz in Köln, die Immobilie für verschiedene Gesellschaften der HDI Deutschland AG.

## Architektur
Das 39 Stockwerke hohe Bauwerk, das in der Rangliste der höchsten Gebäude Frankfurts den 20. Platz belegt, erhebt sich auf einer viertelkreisförmigen Parzelle, wodurch er einen markanten Bestandteil der Frankfurter Skyline darstellt. Konstruktiv handelt es sich um einen Stahlbetonskelettbau mit gläserner Vorhangfassade.
An den Hochbau schließt nach Osten, durch eine neun Meter hohe gläsernen Halle, die denkmalgeschützte Villa aus dem Jahr 1915 an. Die Villa gehörte, wie das gesamte Areal, dem Baukonzern Philipp Holzmann und war Sitz der Zentrale und des Vorstandes. Ein Wohn- und Geschäftshaus mit 52 Ein- bis Dreizimmerwohnungen sowie einer Ladenzeile im Erdgeschoss wurde integriert.

## Technologie
Im Juni 2023 wurde im Skyper eine WLAN-Versorgung in allen 10 Aufzügen für eine durchgängige Mobilfunk- und Internetversorgung gestartet. Die nach oben fahrenden Nah- und Ferngruppen sind per Glasfaser angebunden. Während der Fahrt im Aufzug und sogar bis in alle Tiefgaragen ist ein durchgängiges öffentliches WLAN auch zum Telefonieren vorhanden. Dieser Ausbau gilt als einzigartig in ganz Frankfurt am Main.